# Lyoto Machida
Lyoto Carvalho Machida (Salvador, 30 de maio de 1978), também conhecido como “Dragon”, é um karateca, e lutador de MMA profissional brasileiro. Machida foi bicampeão mundial Meio-Pesado pelo UFC. Lyoto esteve invicto no MMA até a segunda luta com Maurício Shogun Rua e detinha o melhor cartel de qualquer lutador atuando profissionalmente na época, com 16 vitórias consecutivas e nenhuma derrota.
Lyoto possui notáveis vitórias sobre diversos atletas respeitados no esporte: Stephan Bonnar, Thiago Silva, Ryan Bader, Tito Ortiz, Rich Franklin, BJ Penn, Rashad Evans, Maurício Rua, Gegard Mousasi, Vitor Belfort, Dan Henderson e Randy Couture. Lyoto é conhecido como "The Dragon" e é considerado, pelo respeitado website Sherdog, o quarto melhor lutador de MMA de sua categoria (meio-pesado). Pelo ranking oficial do UFC, Lyoto ocupa a segunda colocação dos médios.
Machida utiliza um estilo diferenciado de caratê, apelidado de Karate Machida, que implementa uma posição larga Shotokan e uma estratégia de esquiva. Trata-se de uma ramificação (ou filtro) do amplo estilo Shotokan voltado para Mixed Martial Arts (MMA). Em 23 de maio de 2009, Machida ganhou o cinturão dos meio-pesados do UFC, do até então invicto Rashad Evans, com um nocaute no segundo round. Perdeu na revanche contra o brasileiro Maurício Rua, e perdeu para Jon Jones no UFC 140 em Toronto, Canadá. Lyoto encerrou o contrato com o UFC em junho de 2018 e assinou com o principal concorrente, o Bellator. Estreando na nova casa, no dia 15 de dezembro de 2018, com vitória por decisão dividida, sobre Rafael Carvalho.

## Biografia
Nascido em Salvador, Lyoto cresceu na cidade de Belém, capital do Pará. É filho do mestre em Karate Yoshizo Machida. Aos três anos de idade, Lyoto iniciou seus treinamentos com seu pai, que adaptou o estilo do Karate Shotokan criando uma metodologia de treino, hoje apelidada de Karate Machida. Aos 13 anos Lyoto se tornou faixa preta. Também começou a treinar sumô aos 12 anos e a arte marcial brasileira Brazilian Jiu-Jitsu aos 15 anos. Ganhou um número de torneios amadores de Karate, incluindo o torneio de Karate Pan-Americano de 2001.
Foi o vice no campeonato Brasileiro de Sumô de 2000 na divisão de até 115 kg. Já adulto, Lyoto foi bicampeão brasileiro e vice-campeão no Campeonato Sul-americano. Além de seu sumô e realizações de Karate, ele tem um diploma universitário de Educação Física. O irmão de Lyoto, Chinzo Machida foi vice-campeão mundial de Karate Shotokan (Austrália, 2006), perdendo apenas para o número um do ranking, o mestre Koji Ogata.
Lyoto e Chinzo lutaram em uma final Karate há anos. Na ocasião Lyoto deu a Chinzo uma cicatriz no rosto que ainda hoje é visível. O mestre Yoshizo, pai do Lyoto, diz que a rivalidade entre os dois irmãos foi determinante para o sucesso dos dois. Seus outros irmãos são: Kenzo Machida, um jornalista de TV, Take Machida, praticante de Karate, Luiz Carlos Machida e Francisco Machida (adotivo).
Atualmente Lyoto integra a equipe Black House ao lado de Pedro Vital, Iago Barros Morales, Otávio Guimarães Fetter, Luiz Massaro Rodrigues, Antonio Soares de Oliveira, Caio Brombila Conceição, Lucas Grill, Otávio Grill, dentre outros.

## Carreira no MMA
Na faculdade, Lyoto Machida conheceu o japonês e empresário Antonio Inoki. Após ver o potencial do Lyoto, Inoki o levou para o Japão como um protegido dizendo que da maneira certa Lyoto se tornaria uma estrela. Machida começou a aprender Muay Thai na Tailândia e wrestling na New Japan Pro Wrestling Dojo em Tóquio. A mídia japonesa logo o apelidou de "O segundo Inoki". Machida fez sua estreia no MMA no evento New Japan Pro Wrestling: Ultimate Crush em 2 de maio de 2003, onde ele derrotou o lutador do Pancrase Kengo Watanabe por decisão unânime.
Ele parecia mais a vontade na sua segunda luta contra o futuro vice-campeão do The Ultimate Fighter 1 Stephan Bonnar, a quem derrotou por paralisação devido a um corte, no primeiro evento do Jungle Fight. Em sua terceira luta, ele enfrentou o invicto com 12 vitórias e futuro Campeão dos Pesos Médios do UFC, Rich Franklin como um azarão no Inoki Bom-Ba-Ye 2003. Machida nocauteia Franklin usando ground and pound no início do segundo round.

### K-1
Após três vitórias, Lyoto começou a lutar no K-1's quando ainda era evento de MMA, Lyoto conseguiu duas boas vitórias contra dois altamente qualificados Kickboxers, Michael McDonald e Sam Greco. Em sua última luta pelo K-1, no K-1 Hero's 1, ele enfrentou o ex-Campeão dos Pesos Leves do UFC B.J. Penn, a luta era de peso livre onde Machida lutou pesando 102 kg, enquanto Penn pesava 86,5 kg. Machida venceu Penn por decisão unânime.
Após se separar definitivamente de Inoki, Machida assinou com um recém-revitalizado World Fighting Alliance, e começou a competir nos Estados Unidos. Em sua estreia, Machida derrotou Vernon White por decisão unânime no WFA: King of the Streets em Inglewood, Califórnia. Após a luta Lyoto saiu do evento, e assinou com o UFC.

## UFC

### A ascensão

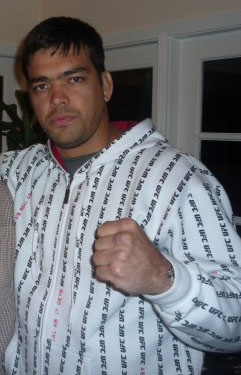
Machida

Machida fez sua estreia no Ultimate Fighting Championship no card preliminar do UFC 67 contra Sam Hoger e venceu por decisão unânime. Após a vitória Lyoto conseguiu estrear no card principal no UFC 70, e ganhou por decisão unânime contra David Heath. Em seguida, ele enfrentou o praticante de judô e veterano Campeão do Pride Kazuhiro Nakamura no UFC 76. Machida ganhou por decisão unânime, e Nakamura, mais tarde, teve um teste positivo para maconha.
No UFC 79, Lyoto enfrentou o altamente elogiado Rameau Thierry Sokoudjou, um praticante de judô que estava fazendo sua estreia no UFC após duas vitórias rápida de virada sobre veteranos do Pride Rogério "Minotouro" Nogueira e Ricardo Arona. A vitória marcou a sua primeira finalização no UFC submetendo Sokoudjou a um katagatame no segundo round.
Próxima luta de Machida foi no UFC 84, contra o ex-campeão dos Meio-Pesados do UFC Tito Ortiz no que seria a ultima aparição de Ortiz antes de uma longa disputa com Dana White, que levou Ortiz a ficar mais de um ano fora do UFC. Machida deixou Ortiz completamente frustrado com sua movimentação lateral e com contra-ataques perfeitos, além de evitar todas tentativas de quedas do ex-campeão. No último minuto do primeiro round Ortiz e Machida começaram uma trocação, mas Machida conseguiu acertar um golpe que derrubou Ortiz, Lyoto rapidamente conseguiu uma posição de crucifixo e começou a dar socos no rosto desprotegido de Ortiz. O round terminou antes, da paralisação. Nos segundos finais do terceiro round, Machida acertou uma joelhada voadora no corpo de Ortiz que o derrubou. Machida partiu para terminar a luta, Ortiz tentou um triângulo com estrangulamento antes de fazer a transição para uma tentativa de armlock. Machida conseguiu escapar e ganhar a luta por decisão unânime, e os três juízes marcaram a luta 30-27 a seu favor.
Machida estava inicialmente programado para lutar contra o colega brasileiro invicto Thiago Silva no UFC 89 em Birmingham, Inglaterra, entretanto, a luta foi adiada devido a uma lesão nas costas de Silva. A luta finalmente aconteceu no UFC 94.
A luta ficou marcada mundialmente, por uma nova técnica de contra-ataque desenvolvida por Lyoto, o "direto e rasteira", sempre que o Thiago Silva tentava um chute ou uma joelhada, Lyoto contra-atacava com um direto no rosto e uma rasteira típica de Karate, que levava o Silva para o chão completamente desguarnecido.
Depois de marcar vários knockdowns e rasteiras, Machida conseguiu nocautear o Silva no segundo final do primeiro round com um soco superman. Esse foi o primeiro nocaute do Lyoto no UFC que o rendeu o prêmio de nocaute da noite e um bônus de US$ 65 000. Após duas vitória sensacionais não tinha como segurar Lyoto, então o presidente do UFC, Dana White, credenciou Lyoto o primeiro desafiante do Campeão dos Meio-Pesados do UFC, Rashad Evans.

### O cinturão dos Meio-Pesados do UFC
O confronto entre Lyoto "The Dragon" Machida contra Rashad "Sugar" Evans seria a primeira disputa pelo cinturão do UFC por dois lutadores invictos, no UFC 98.A luta começou morna com Lyoto dominando o octogono e esperando um contra-ataque enquanto Evans fazia uma movimentação lateral esperando um contra-ataque, mas que os dois partiram para o ataque, Machida teve um knockdown, enquanto, Evans se esforçou para fazer qualquer progresso.
No segundo round, Evans partiu para cima mas experimentou uma enxurrada de socos precisos e contra-ataques certeiros de Machida, quando os dois foram para o clinch, Lyoto começou a acertar Evans que sorria, até levar um forte soco na ponta do queixo, que o desmaiou. Machida posteriormente foi coroado o novo Campeão dos Meio-Pesados do UFC, seu desempenho lhe valeu o prêmio de nocaute da noite pela segunda vez consecutiva e um bônus de 60 000 dólares. A vitória de Lyoto percorreu o mundo todo, a partir desse dia Lyoto se tornou o Meio-Pesado mais temido do MMA, até a lenda, o Capitão América Randy "The Natural" Couture disse-se impressionado com o desempenho de Machida, e disse que antes de se aposentar de vez faria uma luta contra Lyoto.

#### UFC 104: Machida vs. Shogun
A primeira defesa de Lyoto Machida seria contra Quinton "Rampage" Jackson, mas o Rampage optou ser treinador na décima temporada do reality show "The Ultimate Fighter" que teria a presença de seu ídolo Kimbo Slice, o outro treinador seria Rashad Evans. Então foi decidido que Lyoto enfrentaria o ex-Campeão do Torneio dos Pesos Médios do Pride Mauricio "Shogun" Rua.
A luta aconteceu no UFC 104, em Outubro de 2009. Machida chegou a luta invicto sem nunca ter perdido um round no UFC, enquanto Shogun vinha de dois nocautes sobre dois membros do Hall da Fama do UFC. Após uma luta muito disputada, os três juízes marcaram 48 a 47 para Machida que permaneceu sendo o campeão, o público presente que no início da luta gritava o nome de Lyoto apoiando ele claramente, acabou vaiando o Lyoto pois esperavam mais do campeão, Lyoto se defendeu e disse a Joe Rogan que tinham três árbitros que lhe deram a decisão por unanimidade.
Ao ser entrevistado, Shogun, decepcionado, disse que não entendeu a marcação dos juízes. Por um lado, Machida disse posteriormente que havia chegado mais perto de ter nocauteado no terceiro round e que tinha levado mais perigo em seus ataques e então o resultado para ele era justo, mas por outro lado, Shogun se defendeu dizendo que acertou mais golpes que Machida no total da luta e consequentemente pontuando mais. Nos três primeiros rounds se viu uma ligeira vantagem de Lyoto. Shogun venceu os dois últimos rounds. Após muita polêmica, os dois concordaram com uma revanche.
Um dos juízes, Cecil Peoples, alegou que a vitória de Lyoto foi justa, pois para avaliar uma luta é preciso buscar vários critérios técnicos, e que na maioria dos critérios Lyoto levou vantagem. Os companheiros de treinamento de Machida, Anderson Silva, os irmãos Nogueira (Minotauro e Minotouro), o veterano de MMA Pedro Rizzo, e o ex-campeão dos pesos médios do UFC Murilo Bustamante, acharam que Lyoto realmente teria ganhado, alegando que Shogun fez muito pouco para um lutador que queria ganhar o cinturão.

#### UFC 113: Machida vs. Shogun 2
A maior revanche do MMA, segundo Dana White, aconteceria no UFC 113, no dia 8 de maio de 2010. Por fim, Machida perdeu a sua invencibilidade, sendo nocauteado aos 3 minutos e 35 segundos do primeiro assalto. Lyoto até conseguiu algumas quedas (takedowns), mas Shogun conseguiu uma montada após encaixar um cruzado que pegou em cheio em sua têmpora, Lyoto caiu e na sequencia Shogun desferiu vários socos em seu rosto, o que deixou Lyoto inconsciente. Assim, Shogun nocauteou Lyoto, tornando-se o novo campeão dos meio-pesados, tendo alguns ferimentos.

#### UFC 123: Rampage vs. Machida
Lyoto enfrentou Quinton Jackson no UFC 123, ocorrido no dia 20 de Novembro de 2010. Os dois primeiros rounds foram disputados: Jackson demonstrou cautela e substitui sua conhecida postura agressiva por um ataque mais técnico, incluindo pisões e evitando engajar afobadamente na luta, enquanto Lyoto utilizou-se de sua velocidade e precisão para executar ataques rápidos e certeiros, entretanto com pouco sucesso. No terceiro Lyoto surpreendeu o americano ao encaixar uma sequência, aplicando uma queda, partindo para a posição montada, desferindo alguns socos mas logo visando um Armbar no braço de Jackson. Após a luta, Rampage levantou o braço de Machida reconhecendo que havia sido derrotado. Porém, Bruce Buffer anunciou que dois dos três juízes deram a vitória por decisão dividida para Rampage, o que na hora gerou controvérsias, alguns afirmavam que Lyoto ganhou o 1.º e 3.º round, outros alegam que um empate seria justo, e outros afirmam que Rampage foi mais agressivo e levou os dois primeiros rounds. Jackson disse que uma revanche seria a melhor coisa para resolver, todavia na pós-conferência Dana White disse que Rampage levou os primeiros rounds e que não haveria uma revanche. Na entrevista pós-luta, Jackson admitiu que aquela havia sido sua luta mais difícil, assim como elogiou a postura e habilidade do brasileiro, alegando seu respeito pelo estilo de Machida. Machida, por sua vez, evitou entrar em polêmicas apesar de achar que tinha ganho a luta.

#### Couture vs. Machida
Lyoto teve o privilégio de ser o último lutador a enfrentar o lendário ex-campeão Meio-Pesado, Peso-Pesado, e Hall da Fama do UFC, Randy Couture. Após Randy Couture desafiar publicamente Machida, o UFC atendeu o pedido de Couture e dos fãs de MMA e agendou  a luta entre os dois para 30 de Abril de 2011, no Rogers Centre, em Toronto, Canadá, no UFC 129. Durante o combate Couture procurou o clinch no primeiro round, porém foi surpreendido por vários contra-ataques de Machida. No início do segundo round Machida acertou um mae tobi geri (chute frontal voador) que nocauteou Couture. Após o combate Machida creditou ter aprendido o golpe com seu pai. Lyoto ainda prestou uma homenagem a Randy, dizendo que desde criança ele queria enfrentar Couture e que era uma honra enfrentar um herói como ele.

#### UFC 140: Jones vs. Machida
Lyoto foi escolhido, após 2 derrotas consecutivas e uma recuperação diante de Randy Couture, para disputar o cinturão contra Jon "Bones" Jones, o mais temido lutador da atualidade. Durante a luta, Lyoto surpreendeu e começou bem o combate. Com uma estratégia inteligente, em que procurou manter a distância de Jones e atacar e sair rapidamente, Lyoto foi bem durante o primeiro round (que muito embora o próprio Dana White tenha achado que Lyoto tenha vencido, dois juízes discordam). Contudo no segundo round, Jones conseguiu um takedown seguido de uma cotovelada na testa que abriu um corte profundo na testa de Lyoto que segundo o próprio campeão, aumentou sua confiança, alguns minutos depois, Jones aplicou em Lyoto uma guilhotina em pé que terminou a luta.

#### UFC on Fox 4
Após um longo período sem lutar, Lyoto retornou ao octógono contra o campeão do The Ultimate Fighter 8 Ryan Bader, que vinha de vitória sobre o Quinton Jackson no UFC 144. Os dois meio-pesados se enfrentaram na 4.ª edição do UFC on Fox, que ocorreu no dia 4 de Agosto de 2012, em Los Angeles, Califórnia. Muito bem na defesa e controlando a luta, o brasileiro acertou uma poderosa direita e "apagou" o adversário com 1m22s do segundo round.

#### UFC 152
Após o cancelamento do UFC 151 no qual Jon Jones defenderia o cinturão dos meios-pesados contra Dan Henderson que sofreu uma contusão no joelho durante os treinos para o UFC 151, Lyoto fora designado para ser o desafiante, já que postulava como principal desafiante após o combate entre Jon Jones e Dan Henderson, no entanto, após confirmar a disputa, o Dragão voltou atrás, recusando o combate, visto que o tempo de preparo seria curto para uma disputa de cinturão. Lyoto afirmou que o tempo necessário de preparação para uma luta com o Jon Jones pelo cinturão seria de pelo menos três meses. Após a recusa, Lyoto faria um combate contra Henderson, na qual o vencedor enfrentará Jon Jones em busca do cinturão do peso meio-pesado. Embora Dana White tenha dito que o vencedor da luta entre Alexander Gustafsson e Mauricio Rua (vencida pelo sueco) ganharia o title shot e com a vinda do ex-Strikeforce Daniel Cormier para a divisão, todos aguardariam para saber qual será a decisão do UFC sobre quem será o próximo desafiante nº1. Ao fim, Dana deu a entender a confirmação da realização da luta entre Lyoto e Henderson.

#### UFC 157
Dando continuidade a corrida pelo cinturão dos meio-pesados do UFC, Lyoto subiu ao octógono para enfrentar Dan Henderson no UFC 157, o então desafiante número 1 da categoria. Embora a luta tenha tido muita movimentação, não foi uma luta emocionante, sendo caracterizada pela pouca ofensividade de Machida, compensada porém, por sua precisão nos golpes e "timing" nas entradas na guarda de Hendo que por sua vez, fora totalmente frustrado em seus avanços graças ao ótimo controle de distância do brasileiro. Ao final do combate, decisão apertadíssima em favor do brasileiro, por decisão dividida dos juízes de mesa. Embora muito tenha se falado na imprensa acerca do resultado, Dana White, confirmou que Lyoto Machida seria o próximo a enfrentar o campeão da categoria, que seria definido no evento UFC 159, entre Jon Jones, o atual campeão e Chael Sonnen, combate determinado pela realização do The Ultimate Fighter, "reality show" do qual são treinadores na temporada 17. Entretanto, Phil Davis seria seu próximo adversário.

#### UFC 163
A luta contra Phil Davis foi o evento co-principal do UFC 163, primeira que Lyoto fazia no Brasil. O vencedor deste confronto seria o próximo desafiante ao título da categoria.
Lyoto foi melhor em pé, porém foi derrubado duas vezes no decorrer da luta por Davis. Num resultado controverso, Lyoto perdeu a luta por decisão unânime. Porém, segundo a imprensa, sites de estatísticas, e o próprio Dana White, o vencedor deste confronto deveria ter sido o Lyoto.

### Mudança para o Peso-Médio

#### UFC Fight Night: Machida vs. Muñoz
Machida era esperado para estrear nos Médios contra Tim Kennedy em 6 de Novembro de 2013 no evento principal do UFC: Fight for the Troops 3. Porém, em 7 de Setembro, Bisping anunciou que se retiraria de sua luta contra Mark Muñoz, Machida substituiu Bisping e enfrentou Muñoz em 26 de Outubro de 2013 no UFC Fight Night: Machida vs. Muñoz, Lyoto estreou na categoria com estilo, nocauteando Muñoz no primeiro round com um chute na cabeça e ainda faturou o prêmio de Nocaute da Noite.

#### UFC Fight Night: Machida vs. Mousasi
Outro recém-migrado para os pesos médios, Gegard Mousasi, pediu um combate contra o Dragão:
"Quero fazer um impacto na divisão dos médios e lutar contra os melhores. Respeito Machida e gostaria de testar a minha trocação com ele. Acredito que uma luta entre nós iria determinar o desafiante número 1 na divisão dos médios. "Caçador de Sonhos" x "Dragão" soa bem para mim. Vamos fazer isso" — disse Mousasi ao site "MMAWeekly O UFC prontamente atendeu aos pedidos do  armênio-holandês, e marcou a luta para 15 de fevereiro de 2014, em Jaraguá do Sul. Machida venceu a luta por decisão unânime após cinco rounds bastante disputados. A luta ganhou o prêmio de luta da noite.

#### UFC 175: Weidman vs. Machida
Machida lutou pelo Cinturão Peso Médio do UFC contra o campeão Chris Weidman em 5 de Julho de 2014 no UFC 175. O combate aconteceria no UFC 173, mas devido à uma lesão no joelho de Weidman, a luta foi remarcada para o UFC 175. Lyoto substituiu o brasileiro Vitor Belfort, que não pode lutar no evento devido a proibição do uso da TRT três meses antes da luta (o tempo não seria suficiente para ele se adequar sem a reposição hormonal). Machida e Weidman fizeram uma excelente luta, equilibrada, mas Lyoto perdeu por decisão unânime (49-45, 48-47, e 49-46). A luta recebeu o prêmio de Luta da Noite.

#### UFC Fight Night: Machida vs. Dollaway
Machida enfrentou o americano CB Dollaway no dia 21 de dezembro de 2014 no Ginásio José Corrêa em Barueri, São Paulo, Brasil, pelo UFC Fight Night: Machida vs. Dollaway. Ele venceu a luta por nocaute técnico no primeiro round com apenas 1m02s, após aplicar um chute na costela do adversário, Lyoto finalizou a luta com uma sequência de socos até o árbitro interromper. A luta levou o bônus de performance da noite.

#### UFC Fight Night: Machida vs. Rockhold
Lyoto enfrentou o americano Luke Rockhold no dia 18 de abril de 2015 no UFC on Fox: Machida vs. Rockhold. Depois de um primeiro round amplamente dominante por parte do americano, o brasileiro acabou se desequilibrando, e Luke aproveitou para manter o rival no solo. Rapidamente Rockhold foi para as costas, encaixou um mata-leão, e o brasileiro bateu aos 2:31 do segundo round.

#### TUF Brasil 4 Finale: Machida vs. Romero
Machida enfrentou o cubano Yoel Romero em 27 de junho de 2015 no UFC Fight Night: Machida vs. Romero. Após 2 bons rounds equilibrados e extremamente técnicos, o cubano conseguiu uma queda, e finalizou Lyoto com uma sequência de cotoveladas aos 1:38 do terceiro round.

### Doping
Lyoto iria lutar com Dan Henderson, no entanto a luta foi cancelada já que Lyoto ingeriu uma substância proibida pela USADA (Agência Antidoping dos Estados Unidos). Lyoto assumiu o doping, pediu desculpas, e disse que não sabia se tratar de uma substância proibida.

#### UFC Fight Night: Brunson vs. Machida
No UFC Fight Night: Brunson vs. Machida, realizado em São Paulo em outubro de 2017, Lyoto enfrentou o lutador norte-americano Derek Brunson após dezoito meses de suspensão por doping. Em uma luta rápida, Machida foi nocauteado aos 2:30 do primeiro round, sofrendo sua terceira derrota seguida.

#### UFC Fight Night: Machida vs. Anders
Realizando sua oitava participação seguida no UFC como luta principal, Lyoto enfrentou o até então invicto Eryk Anders no UFC Fight Night: Machida vs. Anders, realizado em Belém, no Pará. Em uma luta equilibrada, o lutador brasileiro encerrou sua sequência de derrotas ao vencer por decisão dividida dos juízes (48-47, 47-48 e 49-46).

#### UFC 224: Nunes vs. Pennington
No UFC 224, ocorrido na cidade do Rio de Janeiro, Lyoto enfrentou o brasileiro Vitor Belfort na luta de despedida dele. Machida nocauteou o compatriota no segundo round com um chute frontal, levando um bônus de 50 mil dólares pela Performance da Noite.

### Bellator
No dia 22 de Junho de 2018, Lyoto surpreendeu a todos ao anunciar suas redes sociais que deixaria o UFC, após 11 anos lutando na organização, e migraria para o Bellator, o maior concorrente do UFC.

## Vida pessoal
Lyoto é casado com Fabyola Machida. O casal tem dois filhos, Taiyo, que nasceu em julho de 2008; e Kayto, que nasceu em novembro de 2010.
Lyoto Machida foi considerado pela Revista Época um dos 100 brasileiros mais influentes do ano de 2009.
Lyoto fez uma participação especial no filme Never Back Down 2 (br: Quebrando Regras 2, 2011) e em Tapped Out (br: Tapped Out – A Revanche, 2014).
Em abril de 2016 Lyoto Machida foi pego no exame anti-doping. Em um vídeo publicado no Facebook, o ex-campeão do peso-meio-pesado do Ultimate reconhece o erro e, com a voz embargada, garante que não sabia da proibição da substância (DHEA) encontrada no suplemento (7-Keto), com fácil acesso nas prateleiras de lojas do segmento. O lutador diz que a substância deixou de ser permitida neste ano, mas a lista de elementos proibidos do Código Mundial de Antidoping (Wada, na sigla em inglês) inclui o suplemento desde 2012.

## Títulos e campeonatos
- Ultimate Fighting Championship
  - Campeão do Peso Meio-Pesado (uma vez, com uma defesa de cinturão)
  - Nocaute da Noite (quatro vezes)
  - Luta da Noite (duas vezes)

- Sherdog
  - Nocaute do Ano (2011) vs. Randy Couture em 30 de abril

## Cartel no MMA
| Cartel no MMA   |             |             |
| 37 lutas        | 26 vitórias | 11 derrotas |
| Por nocaute     | 11          | 3           |
| Por finalização | 2           | 2           |
| Por decisão     | 13          | 6           |

| Res.    | Cartel | Oponente                 | Método                                     | Evento                                  | Data       | Round | Tempo | Local                   | Notas                                                        |
| ------- | ------ | ------------------------ | ------------------------------------------ | --------------------------------------- | ---------- | ----- | ----- | ----------------------- | ------------------------------------------------------------ |
| Derrota | 26-12  | Fabian Edwards           | Nocaute (cotovelada e socos)               | Bellator 281: MVP vs. Storley           | 13/05/2022 | 1     | 3:18  | Londres                 | Retorno aos Médios.                                          |
| Derrota | 26-11  | Ryan Bader               | Decisão (unânime)                          | Bellator 256: Bader vs. Machida 2       | 09/04/2021 | 5     | 5:00  | Uncasville, Connecticut | Quartas de Final do Grand Prix dos Meio Pesados do Bellator. |
| Derrota | 26-10  | Phil Davis               | Decisão (dividida)                         | Bellator 245                            | 11/09/2020 | 3     | 5:00  | Uncasville, Connecticut |                                                              |
| Derrota | 26-9   | Gegard Mousasi           | Decisão (dividida)                         | Bellator 228                            | 28/09/2019 | 3     | 5:00  | Inglewood, Califórnia   |                                                              |
| Vitória | 26-8   | Chael Sonnen             | Nocaute Técnico (joelhada voadora e socos) | Bellator 222                            | 14/06/2019 | 2     | 0:22  | Nova Iorque             |                                                              |
| Vitória | 25-8   | Rafael Carvalho          | Decisão (dividida)                         | Bellator 213: Macfarlane vs. Letourneau | 15/12/2018 | 3     | 5:00  | Honolulu, Havaí         | Estreia no Bellator.                                         |
| Vitória | 24-8   | Vitor Belfort            | Nocaute (chute frontal)                    | UFC 224: Nunes vs. Pennington           | 12/05/2018 | 2     | 1:00  | Rio de Janeiro          | Performance da Noite.                                        |
| Vitória | 23-8   | Eryk Anders              | Decisão (dividida)                         | UFC Fight Night: Machida vs. Anders     | 03/02/2018 | 5     | 5:00  | Belém                   |                                                              |
| Derrota | 22-8   | Derek Brunson            | Nocaute (socos)                            | UFC Fight Night: Brunson vs. Machida    | 28/10/2017 | 1     | 2:30  | São Paulo               |                                                              |
| Derrota | 22-7   | Yoel Romero              | Nocaute (cotoveladas)                      | UFC Fight Night: Machida vs. Romero     | 27/06/2015 | 3     | 1:38  | Hollywood, Florida      |                                                              |
| Derrota | 22-6   | Luke Rockhold            | Finalização (mata leão)                    | UFC on Fox: Machida vs. Rockhold        | 18/04/2015 | 2     | 2:31  | Newark, New Jersey      |                                                              |
| Vitória | 22-5   | CB Dollaway              | Nocaute Técnico (chute no corpo e socos)   | UFC Fight Night: Machida vs. Dollaway   | 20/12/2014 | 1     | 1:02  | Barueri                 | Performance da Noite.                                        |
| Derrota | 21-5   | Chris Weidman            | Decisão (unânime)                          | UFC 175: Weidman vs. Machida            | 05/07/2014 | 5     | 5:00  | Las Vegas, Nevada       | Pelo Cinturão Peso Médio do UFC; Luta da Noite.              |
| Vitória | 21-4   | Gegard Mousasi           | Decisão (unânime)                          | UFC Fight Night: Machida vs. Mousasi    | 15/02/2014 | 5     | 5:00  | Jaraguá do Sul          | Luta da Noite.                                               |
| Vitória | 20-4   | Mark Muñoz               | Nocaute (chute na cabeça)                  | UFC Fight Night: Machida vs. Muñoz      | 26/10/2013 | 1     | 3:10  | Manchester              | Estreia no Peso Médio; Nocaute da Noite.                     |
| Derrota | 19-4   | Phil Davis               | Decisão (unânime)                          | UFC 163: Aldo vs. Jung                  | 03/08/2013 | 3     | 5:00  | Rio de Janeiro          |                                                              |
| Vitória | 19-3   | Dan Henderson            | Decisão (dividida)                         | UFC 157: Rousey vs. Carmouche           | 23/02/2013 | 3     | 5:00  | Anaheim, California     |                                                              |
| Vitória | 18-3   | Ryan Bader               | Nocaute (soco)                             | UFC on Fox: Shogun vs. Vera             | 04/08/2012 | 2     | 1:32  | Los Angeles, California |                                                              |
| Derrota | 17-3   | Jon Jones                | Finalização Técnica (guilhotina em pé)     | UFC 140: Jones vs. Machida              | 10/12/2011 | 2     | 4:26  | Toronto, Ontario        | Pelo Cinturão Meio Pesado do UFC; Luta da Noite.             |
| Vitória | 17-2   | Randy Couture            | Nocaute (chute frontal)                    | UFC 129: St-Pierre vs. Shields          | 30/04/2011 | 2     | 1:02  | Toronto, Ontario        | Nocaute da Noite; Nocaute do Ano (2011).                     |
| Derrota | 16-2   | Quinton Jackson          | Decisão (dividida)                         | UFC 123: Rampage vs. Machida            | 20/11/2010 | 3     | 5:00  | Auburn Hills, Michigan  |                                                              |
| Derrota | 16-1   | Maurício Shogun          | Nocaute (socos)                            | UFC 113: Machida vs. Shogun 2           | 08/05/2010 | 1     | 3:35  | Montreal, Quebec        | Perdeu o Cinturão Meio Pesado do UFC.                        |
| Vitória | 16-0   | Maurício Shogun          | Decisão (unânime)                          | UFC 104: Machida vs. Shogun             | 24/10/2009 | 5     | 5:00  | Los Angeles, California | Defendeu o Cinturão Meio Pesado do UFC.                      |
| Vitória | 15-0   | Rashad Evans             | Nocaute (socos)                            | UFC 98: Evans vs. Machida               | 23/05/2009 | 2     | 3:57  | Las Vegas, Nevada       | Ganhou o Cinturão Meio Pesado do UFC. Nocaute da Noite.      |
| Vitória | 14-0   | Thiago Silva             | Nocaute (soco)                             | UFC 94: St-Pierre vs. Penn 2            | 31/01/2009 | 1     | 4:59  | Las Vegas, Nevada       | Nocaute da Noite.                                            |
| Vitória | 13-0   | Tito Ortiz               | Decisão (unânime)                          | UFC 84: Ill Will                        | 24/05/2008 | 3     | 5:00  | Las Vegas, Nevada       |                                                              |
| Vitória | 12-0   | Rameau Thierry Sokoudjou | Finalização (katagatame)                   | UFC 79: Nemesis                         | 29/12/2007 | 2     | 4:20  | Las Vegas, Nevada       |                                                              |
| Vitória | 11-0   | Kazuhiro Nakamura        | Decisão (unânime)                          | UFC 76: Knock-Out                       | 22/09/2007 | 3     | 5:00  | Anaheim, California     |                                                              |
| Vitória | 10-0   | David Heath              | Decisão (unânime)                          | UFC 70: Nations Collide                 | 21/04/2007 | 3     | 5:00  | Manchester              |                                                              |
| Vitória | 9-0    | Sam Hoger                | Decisão (Unânime)                          | UFC 67: All or Nothing                  | 03/02/2007 | 3     | 5:00  | Las Vegas, Nevada       | Estreia no UFC.                                              |
| Vitória | 8-0    | Vernon White             | Decisão (unânime)                          | WFA: King of the Streets                | 22/07/2006 | 3     | 5:00  | Los Angeles, California |                                                              |
| Vitória | 7-0    | Dimitri Wanderley        | Nocaute Técnico (cansaço)                  | Jungle Fight 6                          | 29/04/2006 | 3     | 3:24  | Manaus                  |                                                              |
| Vitória | 6-0    | B.J. Penn                | Decisão (unânime)                          | K-1 - Hero's 1                          | 26/03/2005 | 3     | 5:00  | Saitama                 | Luta em Peso Livre; Lyoto pesou 102 kg e Penn 86,5 kg.       |
| Vitória | 5-0    | Sam Greco                | Decisão (dividida)                         | K-1 MMA - Romanex                       | 22/05/2004 | 3     | 5:00  | Saitama                 |                                                              |
| Vitória | 4-0    | Michael McDonald         | Finalização (estrangulamento)              | K-1 - Beast 2004                        | 14/03/2004 | 1     | 2:30  | Saitama                 |                                                              |
| Vitória | 3-0    | Rich Franklin            | Nocaute Técnico (chute na cabeça e socos)  | Inoki Bom-Ba-Ye 2003 - Inoki Festival   | 31/12/2003 | 2     | 1:00  | Hyōgo                   | Peso Casado (214 lbs.).                                      |
| Vitória | 2-0    | Stephan Bonnar           | Nocaute Técnico (interrupção médica)       | Jungle Fight 1                          | 13/09/2003 | 1     | 4:21  | Manaus                  |                                                              |
| Vitória | 1-0    | Kengo Watanabe           | Decisão (unânime)                          | NJPW: Ultimate Crush                    | 02/05/2003 | 3     | 5:00  | Tóquio                  |                                                              |